# This Is an EP Release
This is an EP Release è il secondo album/EP dei Digital Underground, nel quale debuttò il rapper Tupac Shakur.

## Tracce
1. Same Song
2. Tie The Knot
3. The Way We Swing (Remix)
4. Nuttin' Nis Funky
5. Packet Man (Worth A Packet Remix)
6. Arguin' On The Funk